# Guilde artistique Gedun Choephel
La Guilde artistique Gedun Choephel est une galerie d'art contemporain située à Lhassa dans la Région autonome du Tibet en Chine. Depuis sa création en 2003, elle regroupe des artistes contemporains tibétains et hans.

## Origines de la Guilde artistique Gedun Choephel
Après 1950, des artistes tibétains furent initiés dans des écoles chinoises à la peinture officielle dont l'objectif était à l'époque de servir la propagande gouvernementale. Par ailleurs des artistes hans, venus avec l'Armée populaire de libération, peignirent des œuvres de propagande.
Dans les années 1980, les jeunes artistes tibétains suivirent les cours à l'université du Tibet et travaillèrent par la suite avec des commandes officielles. Par ailleurs le développement du tourisme incita nombres d'artistes à produire des œuvres représentant des sujets traditionnels afin de répondre à l'image stéréotypée du Tibet : paysage de montagne, yaks...
En réaction à cette culture officielle et mercantile, les fondateurs de la Guilde artistique font référence à l'iconoclaste moine Gendün Chöphel (1903-1951). Gendün Chöphel était un artiste et un intellectuel tibétain considéré comme un précurseur par de nombreux jeunes tibétains.

## Les artistes de la Guilde
- L'un de ses plus éminents membres est l'artiste Gade[5] (1971), enseignant les beaux arts à l'université de Lhassa, son art traite des interactions entre la tradition et la modernité qui traversent le Tibet[6].

## Expositions
- 2004 : Exposition au Peaceful Wind à Santa Fe capitale de l'État du Nouveau-Mexique, aux États-Unis[7].